# 溝渕久美子
溝渕 久美子（みぞぶち くみこ）は、日本のSF作家。日本SF作家クラブ会員。

## 経歴
- 京都市在住。 名古屋大学大学院を経て大学非常勤講師。専門は映画学・映画史。
- 2021年、「神の豚」で第12回創元SF短編賞優秀賞受賞[1]。
- 2024年10月から日本SF作家クラブ第5期理事。

## 作品

### アンソロジー掲載作品
- 「神の豚」 - 『Genesis 時間飼ってみた 創元日本SFアンソロジー』(2021年、東京創元社)
  - 後、『ベストSF2022』(2022年、竹書房)に再録された。
- 「プレーリードッグタウンの奇跡」 - 『NOVA 2023年夏号』（2023年、河出書房新社）
- 「第二回京都西陣エクストリーム軒先駐車大会」 - 『京都SFアンソロジー：ここに浮かぶ景色』(2023年、Kaguya Books)[2]
- 「サクリファイス」 - 『野球SF傑作選 ベストナイン2024』 (2024年、Kaguya Books、社会評論社）
近未来の日本プロ野球界で送りバントを禁じられたベテランのプロ野球選手について「ウェブマガジンの掲載記事」という体裁で描く[3]。

### 雑誌掲載作品
- 「台北パテーベビー倶楽部」（東京創元社『紙魚の手帖』第5号、2022年6月号）

- 「猫とポップフライ」（集英社『小説すばる』、2024年3月号）

- 「五パーセントの存在理由（レゾンデートル）」（東京創元社『紙魚の手帖』第21号、2025年2月号）

- 「猫の来歴」（集英社『小説すばる』、2025年3月号）

### 翻訳
- 『影の美学―日本映画と照明』 宮尾大輔、名古屋大学出版会 2019年( 笹川慶子と共訳)